# Anna Hedelius
Anna Cecilia Hedelius, född 19 maj 1969, är en svensk kulturjournalist och författare till boken Thalias hus – på spaning efter den svenska teaterns själ (Historiska Media 2019).  Sedan början av 2000-talet är hon bland annat verksam som teaterkritiker i SVT Kulturnyheterna. Till Sveriges Radio Berwaldhallen är hon knuten som konsertpresentatör och tidigare redaktör. År 1999 var Hedelius (då med efternamnet Magnusson) en av upphovsmakarna bakom SVT-dokumentären Erskine om arkitekten Ralph Erskine. År 2018 var hon en av vinnarna i novelltävlingen Värmland skriver.